# کورتانبرگ
شهر کورتانبرگ (به فرانسوی: Kortenberg) در ناحیه اداری لوان  در استان فلومیش بربان  در منطقه فلاندری در کشور بلژیک واقع شده‌است.